# Troisième circonscription de la Sarthe
La troisième circonscription de la Sarthe est l'une des cinq circonscriptions législatives françaises que compte le département de la Sarthe (72) situé en région Pays de la Loire.

## Description géographique et démographique

### De 1958 à 1986
La troisième circonscription de la Sarthe était composée de :
- canton de La Chartre-sur-le-Loir
- canton de Château-du-Loir
- canton d'Écommoy
- canton de La Flèche
- canton du Lude
- canton de Malicorne-sur-Sarthe
- canton de Mayet
- canton de Pontvallain

Source : Journal Officiel du 14-15 Octobre 1958.

### Depuis 1988
La troisième circonscription de la Sarthe est délimitée par le découpage électoral de la loi no 86-1197 du 24 novembre 1986
, elle regroupe les divisions administratives suivantes :
- Canton de La Chartre-sur-le-Loir
- Canton de Château-du-Loir
- Canton d'Écommoy
- Canton de La Flèche
- Canton du Grand-Lucé
- Canton du Lude
- Canton de Mayet
- Canton de Pontvallain
- Canton de Saint-Calais.

## Historique des députations
| Législature | Début de mandat | Fin de mandat  | Député                    | Parti politique | Observations |
| ----------- | --------------- | -------------- | ------------------------- | --------------- | --- |
| Ire         | 9 décembre 1958 | 9 octobre 1962 | Raymond Dronne            | UNR             | Mandat écourté à la suite d'une dissolution parlementaire décidée par Charles de Gaulle.                                                                       |
| IIe         | 6 décembre 1962 | 2 avril 1967   | Albert Fouet              | Radsoc          | |
| IIIe        | 3 avril 1967    | 30 mai 1968    | Albert Fouet              | CIR (FGDS)      | Mandat écourté à la suite d'une dissolution parlementaire décidée par Charles de Gaulle.                                                                       |
| IVe         | 11 juillet 1968 | 1er avril 1973 | Raymond Dronne            | CD (PDM)        | |
| Ve          | 2 avril 1973    | 2 avril 1978   | Raymond Dronne            | CDP (URP)       | |
| VIe         | 3 avril 1978    | 22 mai 1981    | Bertrand de Maigret       | UDF (PR)        | Mandat écourté à la suite d'une dissolution parlementaire décidée par François Mitterrand.                                                                     |
| VIIe        | 2 juillet 1981  | 1er avril 1986 | Guy-Michel Chauveau       | PS              | |
| VIIIe       | 2 avril 1986    | 14 mai 1988    | Guy-Michel Chauveau       | PS              | Proportionnelle par département, pas de député par circonscription. Mandat écourté à la suite d'une dissolution parlementaire décidée par François Mitterrand. |
| IXe         | 23 juin 1988    | 1er avril 1993 | Guy-Michel Chauveau       | PS              | |
| Xe          | 2 avril 1993    | 21 avril 1997  | Antoine Joly              | RPR             | Mandat écourté à la suite d'une dissolution parlementaire décidée par Jacques Chirac.                                                                          |
| XIe         | 12 juin 1997    | 18 juin 2002   | Guy-Michel Chauveau       | PS              | Maire de La Flèche. |
| XIIe        | 19 juin 2002    | 19 juin 2007   | Béatrice Pavy,            | UMP,            | Maire de Saint-Pierre-de-Chevillé, conseillère générale du Canton de Château-du-Loir.                                                                          |
| XIIIe       | 20 juin 2007    | 19 juin 2012   | Béatrice Pavy             | UMP             | Maire de Saint-Pierre-de-Chevillé, conseillère générale du Canton de Château-du-Loir.                                                                          |
| XIVe        | 20 juin 2012    | 20 juin 2017   | Guy-Michel Chauveau       | DVG             | Maire de La Flèche, président de la communauté de communes du Pays Fléchois                                                                                    |
| XVe         | 21 juin 2017    | 21 juin 2022   | Pascale Fontenel-Personne | LREM puis MoDem | |
| XVIe        | 22 juin 2022    | 9 juin 2024    | Éric Martineau            | MoDem           | Maire de Chenu Mandat écourté à la suite d'une dissolution parlementaire décidée par Emmanuel Macron.                                                          |
| XVIIe       | 8 juillet 2024  | En cours       | Éric Martineau            | MoDem           | |

## Historique des élections

### Élections de 1958
| Candidat              | Candidat           | Parti          | Premier tour | Premier tour | Second tour | Second tour |  |
| Candidat              | Candidat           | Parti          | Voix         | %            | Voix        | %           |  |
| --------------------- | ------------------ | -------------- | ------------ | ------------ | ----------- | ----------- |  |
|                       | Raymond Dronne élu | UNR            | 15 145       | 40,35        | 19 063      | 50,99       |  |
|                       | Fernand Guillot    | Soc.ind.       | 7 174        | 19,11        | 8 183       | 21,89       |  |
|                       | Pierre Gasse       | CR             | 6 091        | 16,23        | 5 494       | 14,70       |  |
|                       | Henry Lelièvre     | PCF            | 4 878        | 13,00        | 4 644       | 12,42       |  |
|                       | Lucien Bouvier     | Modérés        | 2 914        | 7,76         | Retrait     | Retrait     |  |
|                       | René Berthelot     | UFF            | 1 329        | 3,54         |             |             |  |
|                       |                    |                |              |              |             |             |  |
| Inscrits              | Inscrits           | Inscrits       | 53 138       | 100,00       | 53 203      | 100,00      |  |
| Abstentions           | Abstentions        | Abstentions    | 14 446       | 27,19        | 15 070      | 28,33       |  |
| Votants               | Votants            | Votants        | 38 692       | 72,81        | 38 133      | 71,67       |  |
| Blancs et nuls        | Blancs et nuls     | Blancs et nuls | 1 161        | 3            | 749         | 1,96        |  |
| Exprimés              | Exprimés           | Exprimés       | 37 531       | 97           | 37 384      | 98,04       |  |
| Source : Data.gouv.fr |                    |                |              |              |             |             |  |

Le suppléant de Raymond Dronne était Pierre Carton, chirurgien-dentiste à Bazouges-sur-le-Loir.

### Élections de 1962
| Candidat              | Candidat               | Parti          | Premier tour | Premier tour | Second tour | Second tour |  |
| Candidat              | Candidat               | Parti          | Voix         | %            | Voix        | %           |  |
| --------------------- | ---------------------- | -------------- | ------------ | ------------ | ----------- | ----------- |  |
|                       | Édouard Dubreuil       | UNR-UDT        | 10 181       | 33,47        | 16 838      | 49,25       |  |
|                       | Albert Fouet élu       | Radsoc         | 7 391        | 24,3         | 17 348      | 50,75       |  |
|                       | Raymond Dronne sortant | diss. UNR-UDT  | 6 106        | 20,07        | Retrait     | Retrait     |  |
|                       | Henry Lelièvre         | PCF            | 5 847        | 19,22        | Retrait     | Retrait     |  |
|                       | Maurice Boivin         | UFF            | 896          | 2,95         |             |             |  |
|                       |                        |                |              |              |             |             |  |
| Inscrits              | Inscrits               | Inscrits       | 52 793       | 100,00       | 52 761      | 100,00      |  |
| Abstentions           | Abstentions            | Abstentions    | 21 065       | 39,9         | 17 232      | 32,66       |  |
| Votants               | Votants                | Votants        | 31 728       | 60,1         | 35 529      | 67,34       |  |
| Blancs et nuls        | Blancs et nuls         | Blancs et nuls | 1 307        | 4,12         | 1 343       | 3,78        |  |
| Exprimés              | Exprimés               | Exprimés       | 30 421       | 95,88        | 34 186      | 96,22       |  |
| Source : Data.gouv.fr |                        |                |              |              |             |             |  |

Le suppléant d'Albert Fouet était Paul Hummel, maire de Marigné-Laillé.

### Élections de 1967
| Candidat              | Candidat                   | Parti          | Premier tour | Premier tour | Second tour | Second tour |  |
| Candidat              | Candidat                   | Parti          | Voix         | %            | Voix        | %           |  |
| --------------------- | -------------------------- | -------------- | ------------ | ------------ | ----------- | ----------- |  |
|                       | Albert Fouet sortant réélu | FGDS (CIR)     | 13 787       | 34,14        | 20 981      | 52,16       |  |
|                       | Paul Watine                | UD-Ve          | 10 553       | 26,13        | 12 687      | 31,54       |  |
|                       | Raymond Dronne             | CD (PDM)       | 8 466        | 20,96        | 6 560       | 16,31       |  |
|                       | Henry Lelièvre             | PCF            | 7 577        | 18,76        | Retrait     | Retrait     |  |
|                       |                            |                |              |              |             |             |  |
| Inscrits              | Inscrits                   | Inscrits       | 52 381       | 100,00       | 52 370      | 100,00      |  |
| Abstentions           | Abstentions                | Abstentions    | 10 983       | 20,97        | 11 490      | 21,94       |  |
| Votants               | Votants                    | Votants        | 41 398       | 79,03        | 40 880      | 78,06       |  |
| Blancs et nuls        | Blancs et nuls             | Blancs et nuls | 1 015        | 2,45         | 652         | 1,59        |  |
| Exprimés              | Exprimés                   | Exprimés       | 40 383       | 97,55        | 40 228      | 98,41       |  |
| Source : Data.gouv.fr |                            |                |              |              |             |             |  |

Le suppléant d'Albert Fouet était Paul Hummel, maire de Marigné-Laillé.

### Élections de 1968
| Candidat              | Candidat             | Parti          | Premier tour | Premier tour | Second tour | Second tour |  |
| Candidat              | Candidat             | Parti          | Voix         | %            | Voix        | %           |  |
| --------------------- | -------------------- | -------------- | ------------ | ------------ | ----------- | ----------- |  |
|                       | Albert Fouet sortant | FGDS (CIR)     | 11 315       | 27,83        | 18 803      | 46,47       |  |
|                       | Raymond Dronne élu   | CD (PDM)       | 9 204        | 22,64        | 21 657      | 53,53       |  |
|                       | Jean-Paul Couasnon   | UDR (URP)      | 6 942        | 17,07        | Retrait     | Retrait     |  |
|                       | Yves Rougier         | RI             | 6 402        | 15,75        | Retrait     | Retrait     |  |
|                       | Henry Lelièvre       | PCF            | 5 464        | 13,44        | Retrait     | Retrait     |  |
|                       | Yves Cau             | PSU            | 1 331        | 3,27         |             |             |  |
|                       |                      |                |              |              |             |             |  |
| Inscrits              | Inscrits             | Inscrits       | 51 948       | 100,00       | 51 952      | 100,00      |  |
| Abstentions           | Abstentions          | Abstentions    | 10 546       | 20,3         | 10 884      | 20,95       |  |
| Votants               | Votants              | Votants        | 41 402       | 79,7         | 41 068      | 79,05       |  |
| Blancs et nuls        | Blancs et nuls       | Blancs et nuls | 744          | 1,8          | 608         | 1,48        |  |
| Exprimés              | Exprimés             | Exprimés       | 40 658       | 98,2         | 40 460      | 98,52       |  |
| Source : Data.gouv.fr |                      |                |              |              |             |             |  |

Le suppléant de Raymond Dronne était le Docteur Gilbert Chantepie (1929-2009), médecin à La Flèche.

### Élections de 1973
| Candidat              | Candidat                     | Parti          | Premier tour | Premier tour | Second tour | Second tour |  |
| Candidat              | Candidat                     | Parti          | Voix         | %            | Voix        | %           |  |
| --------------------- | ---------------------------- | -------------- | ------------ | ------------ | ----------- | ----------- |  |
|                       | Raymond Dronne sortant réélu | CDP (URP)      | 13 740       | 31,81        | 22 042      | 50,02       |  |
|                       | Albert Fouet                 | PS (UGSD)      | 12 990       | 30,07        | 22 024      | 49,98       |  |
|                       | Jean-Paul Couasnon           | UDR (URP)      | 8 866        | 20,52        | Retrait     | Retrait     |  |
|                       | Henry Lelièvre               | PCF            | 7 604        | 17,6         | Retrait     | Retrait     |  |
|                       |                              |                |              |              |             |             |  |
| Inscrits              | Inscrits                     | Inscrits       | 54 510       | 100,00       | 54 475      | 100,00      |  |
| Abstentions           | Abstentions                  | Abstentions    | 10 056       | 18,45        | 9 511       | 17,46       |  |
| Votants               | Votants                      | Votants        | 44 454       | 81,55        | 44 964      | 82,54       |  |
| Blancs et nuls        | Blancs et nuls               | Blancs et nuls | 1 254        | 2,82         | 898         | 2           |  |
| Exprimés              | Exprimés                     | Exprimés       | 43 200       | 97,18        | 44 066      | 98          |  |
| Source : Data.gouv.fr |                              |                |              |              |             |             |  |

Le suppléant de Raymond Dronne était Gilbert Chantepie, conseiller municipal de La Flèche.

### Élections de 1978
| Candidat              | Candidat                | Parti          | Premier tour | Premier tour | Second tour | Second tour |  |
| Candidat              | Candidat                | Parti          | Voix         | %            | Voix        | %           |  |
| --------------------- | ----------------------- | -------------- | ------------ | ------------ | ----------- | ----------- |  |
|                       | Bertrand de Maigret élu | UDF (PR)       | 24 098       | 46,4         | 27 716      | 51,19       |  |
|                       | Albert Fouet            | PS             | 12 896       | 24,83        | 26 427      | 48,81       |  |
|                       | Vincent Martin          | PCF            | 9 050        | 17,42        | Retrait     | Retrait     |  |
|                       | Louis-Jean Virlogeux    | PSD            | 3 605        | 6,94         |             |             |  |
|                       | Guy Bélier              | LO             | 1 973        | 3,8          |             |             |  |
|                       | François Bernada        | FN             | 316          | 0,61         |             |             |  |
|                       |                         |                |              |              |             |             |  |
| Inscrits              | Inscrits                | Inscrits       | 63 417       | 100,00       | 63 363      | 100,00      |  |
| Abstentions           | Abstentions             | Abstentions    | 9 968        | 15,72        | 7 990       | 12,61       |  |
| Votants               | Votants                 | Votants        | 53 449       | 84,28        | 55 373      | 87,39       |  |
| Blancs et nuls        | Blancs et nuls          | Blancs et nuls | 1 511        | 2,83         | 1 230       | 2,22        |  |
| Exprimés              | Exprimés                | Exprimés       | 51 938       | 97,17        | 54 143      | 97,78       |  |
| Source : Data.gouv.fr |                         |                |              |              |             |             |  |

François Jacob, RPR, vétérinaire, conseiller municipal d'Écommoy, était le suppléant de Bertrand de Maigret.

### Élections de 1981
| Candidat       | Candidat                    | Parti          | Premier tour | Premier tour | Second tour | Second tour |  |
| Candidat       | Candidat                    | Parti          | Voix         | %            | Voix        | %           |  |
| -------------- | --------------------------- | -------------- | ------------ | ------------ | ----------- | ----------- |  |
|                | Bertrand de Maigret sortant | UDF (PR)       | 24 142       | 49,56        | 26 500      | 49,59       |  |
|                | Guy-Michel Chauveau élu     | PS             | 19 359       | 39,74        | 26 941      | 50,41       |  |
|                | Vincent Martin              | PCF            | 5 210        | 10,70        |             |             |  |
|                |                             |                |              |              |             |             |  |
| Inscrits       | Inscrits                    | Inscrits       | 65 933       | 100,00       | 65 924      | 100,00      |  |
| Abstentions    | Abstentions                 | Abstentions    | 16 499       | 25,02        | 11 769      | 17,85       |  |
| Votants        | Votants                     | Votants        | 49 434       | 74,98        | 54 155      | 82,15       |  |
| Blancs et nuls | Blancs et nuls              | Blancs et nuls | 723          | 1,46         | 714         | 1,32        |  |
| Exprimés       | Exprimés                    | Exprimés       | 48 711       | 98,54        | 53 441      | 98,68       |  |

Louis Houdbine, agent EDF à Laigné-en-Belin était le suppléant de Guy-Michel Chauveau.

### Élections de 1988
| Candidat       | Candidat                          | Parti          | Premier tour | Premier tour | Second tour | Second tour |  |
| Candidat       | Candidat                          | Parti          | Voix         | %            | Voix        | %           |  |
| -------------- | --------------------------------- | -------------- | ------------ | ------------ | ----------- | ----------- |  |
|                | Guy-Michel Chauveau sortant réélu | PS             | 23 945       | 47,28        | 29 044      | 52,97       |  |
|                | François Jacob                    | UDF (PR) (URC) | 20 795       | 41,06        | 25 787      | 47,03       |  |
|                | Huguette Hérin                    | PCF            | 3 093        | 6,11         |             |             |  |
|                | Jean de Mailly-Nesle              | FN             | 2 526        | 4,99         |             |             |  |
|                | Guy Sallen                        | POE            | 287          | 0,57         |             |             |  |
|                |                                   |                |              |              |             |             |  |
| Inscrits       | Inscrits                          | Inscrits       | 76 163       | 100,00       | 76 131      | 100,00      |  |
| Abstentions    | Abstentions                       | Abstentions    | 24 356       | 31,98        | 20 127      | 26,44       |  |
| Votants        | Votants                           | Votants        | 51 807       | 68,02        | 56 004      | 73,56       |  |
| Blancs et nuls | Blancs et nuls                    | Blancs et nuls | 1 161        | 2,24         | 1 173       | 2,09        |  |
| Exprimés       | Exprimés                          | Exprimés       | 50 646       | 97,76        | 54 831      | 97,91       |  |

Le suppléant de Guy-Michel Chauveau était Jean Fromont, retraité SNCF, maire de Saint-Ouen-en-Belin.

### Élections de 1993
| Candidat       | Candidat                    | Parti          | Premier tour | Premier tour | Second tour | Second tour |  |
| Candidat       | Candidat                    | Parti          | Voix         | %            | Voix        | %           |  |
| -------------- | --------------------------- | -------------- | ------------ | ------------ | ----------- | ----------- |  |
|                | Guy-Michel Chauveau sortant | PS (ADFP)      | 13 594       | 26,27        | 23 244      | 44,44       |  |
|                | Antoine Joly élu            | RPR            | 13 107       | 25,33        | 29 058      | 55,56       |  |
|                | Louis-Jean de Nicolaÿ       | UDF (PR)       | 11 566       | 22,35        | Retrait     | Retrait     |  |
|                | Jean-Claude Barlement       | FN             | 4 169        | 8,06         |             |             |  |
|                | Jean-François Cointre       | GÉ (EÉ)        | 3 639        | 7,03         |             |             |  |
|                | Huguette Hérin              | PCF            | 3 585        | 6,93         |             |             |  |
|                | Francis Batt                | LT-LNÉ         | 2 090        | 4,04         |             |             |  |
|                | Guy Cailleau                | Divers droite  | 0            | 0            |             |             |  |
|                |                             |                |              |              |             |             |  |
| Inscrits       | Inscrits                    | Inscrits       | 77 890       | 100,00       | 77 845      | 100,00      |  |
| Abstentions    | Abstentions                 | Abstentions    | 22 157       | 28,45        | 21 888      | 28,12       |  |
| Votants        | Votants                     | Votants        | 55 733       | 71,55        | 55 957      | 71,88       |  |
| Blancs et nuls | Blancs et nuls              | Blancs et nuls | 3 983        | 7,15         | 3 655       | 6,53        |  |
| Exprimés       | Exprimés                    | Exprimés       | 51 750       | 92,85        | 52 302      | 93,47       |  |

Le suppléant d'Antoine Joly était Pierre Houdayer, maire de Mareil-sur-Loir, artisan couvreur.

### Élections de 1997
| Candidat       | Candidat                | Parti          | Premier tour | Premier tour | Second tour | Second tour |  |
| Candidat       | Candidat                | Parti          | Voix         | %            | Voix        | %           |  |
| -------------- | ----------------------- | -------------- | ------------ | ------------ | ----------- | ----------- |  |
|                | Guy-Michel Chauveau élu | PS             | 18 612       | 36,72        | 29 884      | 55,35       |  |
|                | Antoine Joly sortant    | RPR            | 16 906       | 33,35        | 24 105      | 44,65       |  |
|                | Jean-Claude Barlement   | FN             | 5 558        | 10,97        |             |             |  |
|                | Janine Pain             | PCF            | 3 799        | 7,49         |             |             |  |
|                | Sylvie Granger          | Les Verts      | 3 765        | 7,43         |             |             |  |
|                | Hélène de Carbonnières  | LDI (MPF)      | 1 979        | 3,9          |             |             |  |
|                | Guy Cailleau            | Divers droite  | 69           | 0,14         |             |             |  |
|                |                         |                |              |              |             |             |  |
| Inscrits       | Inscrits                | Inscrits       | 77 291       | 100,00       | 77 268      | 100,00      |  |
| Abstentions    | Abstentions             | Abstentions    | 22 855       | 29,57        | 19 824      | 25,66       |  |
| Votants        | Votants                 | Votants        | 54 436       | 70,43        | 57 444      | 74,34       |  |
| Blancs et nuls | Blancs et nuls          | Blancs et nuls | 3 748        | 6,89         | 3 455       | 6,01        |  |
| Exprimés       | Exprimés                | Exprimés       | 50 688       | 93,11        | 53 989      | 93,99       |  |

Le suppléant de Guy-Michel Chauveau était Daniel Mâcheton, conseiller général du canton de Château-du-Loir, maire de Château-du-Loir, enseignant.

### Élections de 2002
| Candidat       | Candidat                 | Parti          | Premier tour | Premier tour | Second tour | Second tour |  |
| Candidat       | Candidat                 | Parti          | Voix         | %            | Voix        | %           |  |
| -------------- | ------------------------ | -------------- | ------------ | ------------ | ----------- | ----------- |  |
|                | Béatrice Pavy élue       | UMP            | 19 521       | 39,26        | 26 195      | 56,03       |  |
|                | Agnès Lorilleux          | PS             | 15 450       | 31,07        | 20 554      | 43,97       |  |
|                | Guy Houget               | FN             | 4 449        | 8,95         |             |             |  |
|                | Daniel Bailleul          | UDF            | 2 113        | 4,25         |             |             |  |
|                | Thierry Pradier          | Les Verts      | 1 876        | 3,77         |             |             |  |
|                | Christian Martin         | PCF            | 1 516        | 3,05         |             |             |  |
|                | Martial Château          | LCR            | 984          | 1,98         |             |             |  |
|                | Nathalie Sébille         | MPF            | 943          | 1,9          |             |             |  |
|                | Eveline Abecassis        | LO             | 859          | 1,73         |             |             |  |
|                | Anne-Marie Savigny       | CPNT           | 623          | 1,25         |             |             |  |
|                | Sylviane Milon-Pigale    | PT             | 549          | 1,1          |             |             |  |
|                | Guido Omenetto           | MNR            | 470          | 0,95         |             |             |  |
|                | Brigitte Goupil          | GÉ             | 205          | 0,41         |             |             |  |
|                | Alexandra-Paola Morgillo | Divers         | 162          | 0,33         |             |             |  |
|                |                          |                |              |              |             |             |  |
| Inscrits       | Inscrits                 | Inscrits       | 80 880       | 100,00       | 80 876      | 100,00      |  |
| Abstentions    | Abstentions              | Abstentions    | 29 345       | 36,28        | 32 306      | 39,95       |  |
| Votants        | Votants                  | Votants        | 51 535       | 63,72        | 48 570      | 60,05       |  |
| Blancs et nuls | Blancs et nuls           | Blancs et nuls | 1 815        | 3,52         | 1 821       | 3,75        |  |
| Exprimés       | Exprimés                 | Exprimés       | 49 720       | 96,48        | 46 749      | 96,25       |  |

Le suppléant de Béatrice Pavy était Joël Esnault, maire d'Écommoy, notaire.

### Élections de 2007
| Candidat       | Candidat                      | Parti          | Premier tour | Premier tour | Second tour | Second tour |  |
| Candidat       | Candidat                      | Parti          | Voix         | %            | Voix        | %           |  |
| -------------- | ----------------------------- | -------------- | ------------ | ------------ | ----------- | ----------- |  |
|                | Béatrice Pavy sortante réélue | UMP            | 23 700       | 47,08        | 26 585      | 55,14       |  |
|                | Agnès Lorilleux               | PS             | 13 262       | 26,35        | 21 629      | 44,86       |  |
|                | Loïc Bardin                   | UDF–MoDem      | 2 740        | 5,44         |             |             |  |
|                | Thierry Pradier               | Les Verts      | 1 890        | 3,75         |             |             |  |
|                | Gabrielle Couillin            | FN             | 1 867        | 3,71         |             |             |  |
|                | Huguette Hérin                | PCF            | 1 653        | 3,28         |             |             |  |
|                | Sadia Drissi                  | LCR            | 1 556        | 3,09         |             |             |  |
|                | Nathalie Sébille              | MPF            | 1 057        | 2,1          |             |             |  |
|                | Gérard Baudry                 | PT             | 715          | 1,42         |             |             |  |
|                | Éveline Abecassis             | LO             | 663          | 1,32         |             |             |  |
|                | Anne-Marie Savigny            | CPNT           | 537          | 1,07         |             |             |  |
|                | Jean-Pierre Chuine            | Divers         | 353          | 0,7          |             |             |  |
|                | Christian Hérault             | Divers         | 345          | 0,69         |             |             |  |
|                |                               |                |              |              |             |             |  |
| Inscrits       | Inscrits                      | Inscrits       | 84 049       | 100,00       | 84 015      | 100,00      |  |
| Abstentions    | Abstentions                   | Abstentions    | 32 217       | 38,33        | 34 370      | 40,91       |  |
| Votants        | Votants                       | Votants        | 51 832       | 61,67        | 49 645      | 59,09       |  |
| Blancs et nuls | Blancs et nuls                | Blancs et nuls | 1 494        | 2,88         | 1 431       | 2,88        |  |
| Exprimés       | Exprimés                      | Exprimés       | 50 338       | 97,12        | 48 214      | 97,12       |  |

### Élections de 2012
| Candidat       | Candidat                | Parti                    | Premier tour | Premier tour | Second tour | Second tour |  |
| Candidat       | Candidat                | Parti                    | Voix         | %            | Voix        | %           |  |
| -------------- | ----------------------- | ------------------------ | ------------ | ------------ | ----------- | ----------- |  |
|                | Béatrice Pavy sortante  | UMP                      | 16 807       | 33,60        | 23 256      | 47,56       |  |
|                | Guy-Michel Chauveau élu | diss. PS                 | 14 536       | 29,06        | 25 641      | 52,44       |  |
|                | Thierry Pradier         | EÉLV (PS)                | 7 717        | 15,43        |             |             |  |
|                | Jean-Claude Barlemont   | RBM (FN)                 | 6 715        | 13,42        |             |             |  |
|                | Sonia Hertz             | FG (PCF) (Divers gauche) | 2 037        | 4,07         |             |             |  |
|                | Loïc Bardin             | AC                       | 854          | 1,71         |             |             |  |
|                | Isabelle Perrot         | DLR                      | 472          | 0,94         |             |             |  |
|                | Thomas Hubert           | LO                       | 376          | 0,75         |             |             |  |
|                | Jean-André Senailles    | MPF (CNIP, PCD)          | 349          | 0,70         |             |             |  |
|                | Dinah Thommeret         | NPA                      | 162          | 0,32         |             |             |  |
|                |                         |                          |              |              |             |             |  |
| Inscrits       | Inscrits                | Inscrits                 | 84 851       | 100,00       | 84 844      | 100,00      |  |
| Abstentions    | Abstentions             | Abstentions              | 33 726       | 39,75        | 34 368      | 40,51       |  |
| Votants        | Votants                 | Votants                  | 51 125       | 60,25        | 50 476      | 59,49       |  |
| Blancs et nuls | Blancs et nuls          | Blancs et nuls           | 1 100        | 2,15         | 1 579       | 3,13        |  |
| Exprimés       | Exprimés                | Exprimés                 | 50 025       | 97,85        | 48 897      | 96,87       |  |

### Élections de 2017
| Candidat       | Candidat                  | Parti                            | Premier tour | Premier tour | Second tour | Second tour |
| Candidat       | Candidat                  | Parti                            | Voix         | %            | Voix        | %           |
| -------------- | ------------------------- | -------------------------------- | ------------ | ------------ | ----------- | ----------- |
|                | Pascale Fontenel-Personne | La République en marche          | 13 408       | 32,10        | 16 730      | 53,69       |
|                | Béatrice Pavy             | Les Républicains                 | 9 272        | 22,20        | 14 430      | 46,31       |
|                | Pascal Gannat             | FN                               | 6 483        | 15,52        |             |             |
|                | Barbara Fossaert          | La France insoumise              | 5 347        | 12,80        |             |             |
|                | Nicolas Chauvin           | Parti socialiste                 | 3 566        | 8,54         |             |             |
|                | Dominique Trichet-Allaire | EELV                             | 1 245        | 2,98         |             |             |
|                | David Bonnetier           | Debout la France                 | 609          | 1,46         |             |             |
|                | Thomas Hubert             | LO                               | 449          | 1,07         |             |             |
|                | Jean-Claude Barlemont     | Parti de la France               | 427          | 1,02         |             |             |
|                | Nordine Vallas            | Parti pirate                     | 349          | 0,70         |             |             |
|                | Gérard Confino            | Alliance écologiste indépendante | 338          | 0,81         |             |             |
|                | Natacha Fernadez-Tonnel   | Union populaire républicaine     | 243          | 0,58         |             |             |
|                |                           |                                  |              |              |             |             |
| Inscrits       | Inscrits                  | Inscrits                         | 85 235       | 100,00       | 85 250      | 100,00      |
| Abstentions    | Abstentions               | Abstentions                      | 42 137       | 49,44        | 49 567      | 58,14       |
| Votants        | Votants                   | Votants                          | 43 098       | 50,56        | 35 683      | 41,86       |
| Blancs et nuls | Blancs et nuls            | Blancs et nuls                   | 1 327        | 1,56         | 4 523       | 5,31        |
| Exprimés       | Exprimés                  | Exprimés                         | 41 771       | 96,92        | 31 160      | 87,32       |

### Élections de 2022
| Résultats des élections législatives des 12 et 19 juin 2022 de la 3e circonscription de la Sarthe |                          |                          |                          |              |              |             |             |
| Candidat                                                                                          | Candidat                 | Parti et coalition       | Nuance                   | Premier tour | Premier tour | Second tour | Second tour |
| Candidat                                                                                          | Candidat                 | Parti et coalition       | Nuance                   | Voix         | %            | Voix        | %           |
|                                                                                                   | Bruno Pinçon             | RN                       | RN                       | 10 570       | 27,34        | 17 690      | 49,02       |
|                                                                                                   | Éric Martineau           | MoDem (ENS)              | ENS                      | 10 071       | 26,05        | 18 394      | 50,98       |
|                                                                                                   | Dominique Leloup         | LFI (NUPES)              | NUP                      | 8 193        | 21,19        |             |             |
|                                                                                                   | Béatrice Latouche        | LR (UDC)                 | LR                       | 4 439        | 11,48        |             |             |
|                                                                                                   | Laurent Branchu          | PS diss.                 | DVG                      | 2 362        | 6,11         |             |             |
|                                                                                                   | Bernadette Coudrain      | REC                      | REC                      | 1 348        | 3,48         |             |             |
|                                                                                                   | Jérôme Poisson,          | LP (UPF)                 | DSV                      | 828          | 2,14         |             |             |
|                                                                                                   | Maryse Brutout           | LO                       | DXG                      | 669          | 1,73         |             |             |
|                                                                                                   | Henri Noël               | SE                       | DIV                      | 181          | 0,47         |             |             |
| Votes valides                                                                                     | Votes valides            | Votes valides            | Votes valides            | 38 660       | 96,98        | 36 084      | 90,62       |
| Votes blancs                                                                                      | Votes blancs             | Votes blancs             | Votes blancs             | 838          | 2,10         | 2 687       | 6,75        |
| Votes nuls                                                                                        | Votes nuls               | Votes nuls               | Votes nuls               | 365          | 0,92         | 1 048       | 2,63        |
| Total                                                                                             | Total                    | Total                    | Total                    | 39 863       | 100          | 39 819      | 100         |
| Abstention                                                                                        | Abstention               | Abstention               | Abstention               | 46 699       | 53,95        | 46 736      | 54,00       |
| Inscrits / participation                                                                          | Inscrits / participation | Inscrits / participation | Inscrits / participation | 86 562       | 46,05        | 86 555      | 46,00       |

### Élections de 2024
| Candidat                 | Candidat                 | Parti et coalition       | Nuance                   | Premier tour | Premier tour | Second tour | Second tour |
| Candidat                 | Candidat                 | Parti et coalition       | Nuance                   | Voix         | %            | Voix        | %           |
| ------------------------ | ------------------------ | ------------------------ | ------------------------ | ------------ | ------------ | ----------- | ----------- |
|                          | Romain Lemoigne          | RN                       | RN                       | 23 637       | 42,54        | 26 799      | 48,56       |
|                          | Éric Martineau           | MoDem (ENS)              | ENS                      | 16 209       | 29,17        | 28 392      | 51,44       |
|                          | Mathilde Jack            | LFI (NFP)                | UG                       | 10 319       | 18,57        |             |             |
|                          | Vincent Gruau            | NF (UDC)                 | LR                       | 2 819        | 5,07         |             |             |
|                          | Raymond de Malherbe      | CNIP (REC)               | REC                      | 1 131        | 2,04         |             |             |
|                          | Maryse Brutout           | LO                       | EXG                      | 885          | 1,59         |             |             |
|                          | Éric Trochon             | DLF                      | DSV                      | 558          | 1,00         |             |             |
|                          |                          |                          |                          |              |              |             |             |
| Votes valides            | Votes valides            | Votes valides            | Votes valides            | 55 558       | 96,58        | 55 191      | 95,10       |
| Votes blancs             | Votes blancs             | Votes blancs             | Votes blancs             | 1 318        | 2,29         | 1 981       | 3,41        |
| Votes nuls               | Votes nuls               | Votes nuls               | Votes nuls               | 647          | 1,12         | 860         | 1,48        |
| Total                    | Total                    | Total                    | Total                    | 57 523       | 100          | 58 032      | 100         |
| Abstention               | Abstention               | Abstention               | Abstention               | 28 355       | 33,02        | 27 862      | 32,44       |
| Inscrits / participation | Inscrits / participation | Inscrits / participation | Inscrits / participation | 85 878       | 66,98        | 85 894      | 67,56       |

#### Département de la Sarthe
- La fiche de l'INSEE de cette circonscription : « Tableaux et Analyses de la troisième circonscription de la Sarthe », sur insee.fr, site de l'Institut national de la statistique et des études économiques (consulté le 10 juin 2007) [PDF]
- « Tous les députés du département de la Sarthe depuis 1789 », sur assemblee-nationale.fr, site de l'Assemblée nationale française (consulté le 10 juin 2007)
- « Informations contentieuses sur le département de la Sarthe (Élections législatives de 2002) »(Archive.org • Wikiwix • Archive.is • Google • Que faire ?), sur conseil-constitutionnel.fr, site du Conseil constitutionnel (consulté le 13 juin 2007)

#### Circonscriptions en France
- « Carte des circonscriptions législatives en France », sur assemblee-nationale.fr, site de l'Assemblée nationale française (consulté le 10 juin 2007)
- « Résultats électoraux officiels en France »(Archive.org • Wikiwix • Archive.is • Google • Que faire ?), sur interieur.gouv.fr, site du ministère de l'Intérieur (France) (consulté le 13 juin 2007)
- Description et Atlas des circonscriptions électorales de France sur http://www.atlaspol.com, Atlaspol, site de cartographie géopolitique, consulté le 13 juin 2007.